# Сляпата страна
„Сляпата страна“ или „Невидима зона“ (на английски: The Blind Side) е американска биографична спортна драма от 2009 г., написан и режисиран от Джон Лий Ханкок, базиран на книгата „Сляпата страна: Еволюция на играта“ от 2009 г., написана от Майкъл Луис. Във филма участват Сандра Бълок, Тим Макгро, Куинтън Арън и Кати Бейтс.